# رووینر
شهر رووینر (به رومانیایی: Rovinari) در شهرستان گورژ در کشور رومانی واقع شده‌است. جمعیت این شهر ۱۲٬۶۰۳ نفر  است.